# Восточный чёрный номаскус
Восточный чёрный хохлатый гиббон, или восточный чёрный номаскус (лат. Nomascus nasutus), — вид приматов из семейства гиббоновых. Один из редчайших видов приматов. До 2002 года считался вымершим.

## Классификация
Ранее считался разновидностью хайнаньского гиббона (Nomascus hainanus), однако по совокупности генетических, морфологических и поведенческих признаков эти два вида были разделены.

## Описание
Шерсть у взрослых самцов и детёнышей чёрная, грудь (иногда также брюхо и горло) бурая. Хохолок короткий, наклонён вперёд. Уши спрятаны в шерсти. Шерсть самок от светло-коричневого до оранжевого цвета, на голове чёрное пятно, размер которого различен у разных особей. Форма пятна треугольная, основание треугольника ближе к затылку. Лицо у самок окружает кольцо чёрной шерсти, в свою очередь обрамлённое кольцом из длинных белых волос. Шерсть на брюхе немного темнее, чем на остальном теле, в крестцовой области шерсть коричневая или тёмно-коричневая.

## Распространение
Представители вида не наблюдались в дикой природе с 1960-х годов XX века, поэтому вид считался вымершим, однако в 2002 году в уезде Чунгкхань (провинция Каобанг в северо-восточном Вьетнаме) была обнаружена небольшая популяция восточных чёрных номаскусов. По оценкам 2005 года популяция во Вьетнаме насчитывала 35—37 особей, ещё 10 особей обитали в уезде Цзиньси в районе Гуанси, Китай. Китайская популяция была обнаружена в 2008 году, до этого на территории Китая этот примат считался вымершим.

## Статус популяции
Международный союз охраны природы присвоил виду охранный статус «В критической опасности». Вид входит в список «25 наиболее уязвимых приматов мира». Основная угроза популяции — разрушение среды обитания.